# Пандо (князь Капуи)
Пандо Жадный (итал. Pandone il Rapace) (умер в 862/863 году) — четвёртый граф Капуи в 861—862/863 годах.

## Биография
Пандо — второй сын графа Капуи Ландульфа I, брат Ландо I и дядя Ландо II. После смерти отца (843 год) Пандо и его младший брат Ланденульф стали формально графами-соправителями своего старшего брата Ландо I, но реальной власти не имели, и Пандо уехал в Салерно.
После смерти своего старшего брата Ландо I (861), Пандо вернулся в Капую и низложил графа Ландо II, своего племянника. В следующем 862 году Пандо провозгласил Капую независимой от княжества Салерно и принял титул князя. В течение своего короткого правления Пандо непрестанно воевал с соседями и своим свергнутым предшественником Ландо II. В ходе войны Пандо захватил Казерту, пленил правившего там племянника Ланденульфа (ещё одного сына Ландо I) и разрушил город. Вслед за этим Пандо построил в Казерте сторожевую башню, позднее включённую в состав Королевского дворца и ставшую центром вновь построенного города.
Пандо погиб в одном из сражений. После него остались два сына Панденульф, дважды занимавший капуанский престол, и Ланденульф, с 879 года епископ Капуи.